# Gyula Halasy
Gyula Halasy, född 19 juli 1891 i Kisvárda, död 20 december 1970 i Budapest, var en ungersk sportskytt.
Halasy blev olympisk guldmedaljör i trap vid sommarspelen 1924 i Paris.